# 윌리엄 쉐어

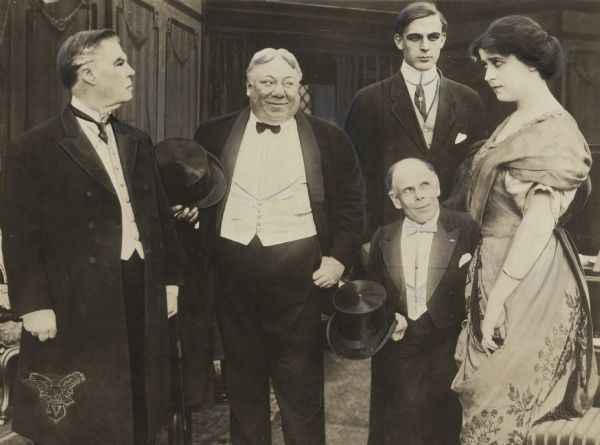

윌리엄 쉐어(William Shea, 1856년 10월 6일 ~ 1918년 11월 5일)는 그레이트브리튼 아일랜드 연합왕국의 배우이다.
덤프리스에서 태어났으며 브루클린에서 사망하였다.

## 영화
- 솔티 오로키 (1945년)
- 딕시 (1943년)
- 마이 페이버릿 브론드 (1942년)
- 세인트 루이스 블루스 (1939년)
- 기브 미 어 세일러 (1938년)
- 블루비어드의 여덞 번째 아내 (1938년)
- 리틀 미스 마커 (1934년)
- 러브 미 투나잇 (1932년)
- 온 아워 위드 유 (1932년)
- 시티 스트리트 (1931년)
- 지킬 박사와 하이드씨 (1931년)
- 최후의 명령 (1928년)